# Dia Internacional do Acesso Universal à Informação
O Dia Internacional do Acesso Universal à Informação é um dia celebrado anualmente em 28 de setembro desde 2016. Foi proclamado pela Organização das Nações Unidas para a Educação, a Ciência e a Cultura (UNESCO) em 2015 e adotado pela Assembleia Geral das Nações Unidas em 2019.

## Proclamação
O Dia Internacional do Acesso Universal à Informação foi proclamado pela UNESCO em Paris, em 17 de novembro de 2015. A iniciativa foi impulsionada por grupos da sociedade civil africana e países como Angola, Marrocos e Nigéria. O objetivo dessa proclamação é destacar a importância do acesso à informação como um direito fundamental, crucial para a transparência das informações, a prestação de contas e a participação dos cidadãos. O acesso universal à informação fortalece as pessoas, permitindo que elas tomem decisões informadas e participem ativamente da vida pública.
Desde 2002, esse direito tem sido promovido por meio da celebração do Dia do Direito de Saber, uma iniciativa desenvolvida por defensores da sociedade civil internacional durante uma conferência em Sófia, Bulgária. Essa conferência também deu origem à rede global de defensores da liberdade de informação, que patrocina eventos anuais para destacar a importância desse direito.
Em 21 de outubro de 2019, a Assembleia Geral das Nações Unidas reconheceu a importância global do acesso à informação e adotou uma resolução para apoiá-lo. A resolução da UNESCO, que recomendou essa adoção, convidou todos os Estados-membros, organizações do sistema da ONU e outras organizações internacionais e regionais, bem como a sociedade civil, a promover o acesso universal à informação da maneira que considerarem mais apropriada e sem implicações financeiras para o orçamento regular da UNESCO.

## Celebração
Esse dia é comemorado em 28 de setembro. A escolha dessa data está alinhada com a comemoração de vários movimentos e organizações da sociedade civil que já comemoravam essa data para promover o acesso à informação. A primeira comemoração oficial ocorreu em 2016. As atividades típicas desse dia incluem conferências, debates, oficinas e campanhas de conscientização. São abordados tópicos como o direito à informação, a liberdade de imprensa e a transparência governamental. As redes sociais desempenham um papel fundamental na promoção desse dia com as hashtags #DiaDoAcessoAInfo e #DireitoDeSaber, incentivando a participação e o envolvimento do público.

## Temas
- 2017: Segunda comemoração[8]
- 2018: Terceira comemoração[9]
- 2019: Não deixando ninguém para trás[10]
- 2020: Salvando vidas, construindo confiança, trazendo esperança[11]
- 2021: O direito de saber: reconstruindo melhor com acesso à informação[12]
- 2022: Inteligência artificial, governo eletrônico e acesso à informação[13][14]
- 2023: A importância do espaço on-line para o acesso à informação[15]